# Milcov (gmina)
Milcov – gmina w Rumunii, w okręgu Aluta. Obejmuje miejscowości Milcovu din Deal, Milcovu din Vale, Stejaru i Ulmi. W 2011 roku liczyła 1546 mieszkańców.